# Maren, Östergötland
Maren är en sjö i Söderköpings kommun i Östergötland och ingår i Söderköpingsån-Vindåns kustområde. Sjön har en area på 0,0998 kvadratkilometer och ligger 2 meter över havet.

## Delavrinningsområde
Maren ingår i det delavrinningsområde (646267-155423) som SMHI kallar för Rinner mot Orren. Medelhöjden är 15 meter över havet och ytan är 18,34 kvadratkilometer. Det finns inga avrinningsområden uppströms utan avrinningsområdet är högsta punkten. Avrinningsområdets utflöde mynnar i havet, utan att ha någon enskild mynningsplats. Avrinningsområdet består mestadels av skog (59 procent), öppen mark (10 procent) och jordbruk (27 procent). Avrinningsområdet har 0,1 kvadratkilometer vattenytor vilket ger det en sjöprocent på 0,5 procent. Bebyggelsen i området täcker en yta av 0,3 kvadratkilometer eller 2 procent av avrinningsområdet.